# Белое платье
«Белое платье» (араб. الرداء الأبيض‎, Al-Rida’ al-Abyad англ. The White Gown) — египетский фильм 1974 года, мелодрама с участием популярной звезды египетского кино Нагли Фатхи. Фильм входит в десятку самых кассовых фильмов советского кинопроката: 7 место по посещаемости в СССР — его посмотрели 61 млн. советских кинозрителей (что интересно — этот фильм в Советском Союзе посмотрело больше зрителей, чем все другие египетские фильмы в остальном мире).

## Сюжет
Даляль жила в небогатом квартале и работала продавщицей в парфюмерном магазине. Мать Даляль болела, и на плечи девушки легли все заботы. Случай свёл Даляль с молодым привлекательным богачом Камалем Адгемом. Молодые люди полюбили друг друга и решили пожениться. Зная, что ему не удастся убедить отца отказаться от сословных предрассудков, и охраняя своё счастье и покой Даляль, Камаль женился тайно. Сделать это было нетрудно: его отец Омар-бей, поглощённый личными делами, почти всё время проводил в Европе.
Девять лет прожили вместе Даляль и Камаль. Они были счастливы и растили красавицу дочку Ханну. Счастье кончилось в тот день, когда Омар-бей узнал о тайном браке Камаля. Разгневанный миллионер попытался заставить сына развестись с Даляль, а когда Камаль наотрез отказался сделать это, отстранил его от управления фирмой, выгнал из дома. Выбежав в отчаянии на улицу, Камаль попал в автомобильную катастрофу и погиб. Омар-бей силой отнял у Даляль дочь и увёз её из Египта…
Прошло десять лет. Трудно жилось Даляль эти годы. Поиски работы, унижения, домогательства назойливых поклонников, одиночество. И вот, однажды она узнаёт из сообщений средств массовой информации о том, что её дочь Ханна возвращается из Европы и в Каире состоится её бракосочетание с молодым дипломатом. Даляль хочет во что бы то ни стало попасть на церемонию бракосочетания дочери. Но она бедна, у неё нет даже приличного платья, подобающего этому случаю.
Однако в торжественный момент Даляль появляется в роскошном белом платье. Никому не известная красивая дама кажется абсолютно на месте в блестящей толпе гостей Омар-бея. Но ей пришлось украсть деньги на покупку этого платья. Под занавес фильма растроганный встречей Даляль с дочерью Омар-бей раскаивается в содеянном, а человек, у которого Даляль украла деньги, инженер Ахмад, оказавшийся тоже приглашённым на свадьбу Ханны, простил Даляль за вынужденную кражу.

## В ролях
- Нагля Фатхи — Даляль
- Ахмед Мазхар — инженер Ахмад
- Магди Вахба — Камаль Адгем
- Юсуф Вахби — Омар-бей
- Худа Рамзи — Ханна, дочь Даляль
- Загреб эль-Аля
- Хайят Кандиль
- Фатхейя Шахин
- Саид Салех

## О фильме
В фильме «Белое платье» не затрагиваются серьёзные социальные проблемы. Это не входило в задачи его авторов. Но тем не менее в фильме присутствуют элементы трезвой критики общества, в котором роскошный наряд, а не прекрасные душевные качества открывают врата «рая для избранных», в котором любовь приносится в жертву сословным предрассудкам, а богач распоряжается не только миллионами, но и судьбами людей.